# 利亚娜·利珀特
利亚娜·利珀特（德語：Liane Lippert，1998年1月13日—），德国女子自行车运动员，2018年世界公路自行车锦标赛女子团体计时赛铜牌得主、2021年欧洲公路自行车锦标赛女子公路赛银牌得主。